# Biramitrapur
Biramitrapur (auch Birmitrapur) ist eine Stadt im ostindischen Bundesstaat Odisha.
Biramitrapur liegt 20 km nordwestlich von Rourkela im Distrikt Sundargarh.
Die nationale Fernstraße NH 23 (Rourkela–Ranchi) führt durch die Stadt. Von Biramitrapur führt eine Bahnverbindung nach Rourkela.
Im Umkreis von Biramitrapur befinden sich mehrere Kalksteinbrüche.
Die Stadt besitzt den Status einer Municipality und ist in 11 Wards gegliedert.
Beim Zensus 2011 hatte Biramitrapur 33.442 Einwohner.